# Taxigramma gussakovskiji
Taxigramma gussakovskiji är en tvåvingeart som beskrevs av Boris Borisovitsch Rohdendorf 1935. Taxigramma gussakovskiji ingår i släktet Taxigramma och familjen köttflugor.
Artens utbredningsområde är Uzbekistan. Inga underarter finns listade i Catalogue of Life.